# Rudi Ball
Rudi Ball   (Berlín, 17 de març de 1910 - Johannesburg, 19 de setembre de 1975) va ser un jugador d'hoquei sobre gel alemany que va competir durant la dècada de 1930. Des del 2004 forma part de l'International Ice Hockey Hall of Fame.
El 1932 va prendre part en els Jocs Olímpics d'Hivern de Lake Placid, on guanyà la medalla de bronze en la competició d'hoquei sobre gel. Quatre anys més tard, als Jocs de Garmisch-Partenkirchen, fou cinquè en la mateixa competició. Junt a Helene Mayer, van ser els únics esportistes jueus que van representar Alemanya en aquests Jocs.
El 1948 es va traslladar a viure a Sud-àfrica, on morí el 1975.